# Cerkev sv. Jerneja, Senično
Cerkev sv. Jerneja stoji v Seničnem pri Golniku in kot podružnična cerkev spada pod župnijo Križe.

## Zgodovina
Cerkev se v pisnih virih omenja že leta 1340 in kasneje 1500, obakrat s prejetjem odpustkov. Leta 1455 pa se že omenja še današnji zvezdasto obokan kor. Med letoma 1480 in 1490 so v prezbiteriju nastale freske, ki jih je ustvaril Mojster iz Seničnega, slikar iz kroga Pisanega mojstra. V 19. stoletju je bila ladja barokizirana in podaljšana, obok so poslikali z novimi freskami, kipar Janez Vurnik pa je 1890 izdelal dva stranska in glavni oltar. Med leti 1959 in 1960 so potekala sondiranja ter odkritje in restavracija fresk v prezbiteriju, zaradi tega pa tudi odstranitev glavnega oltarja. Po potresu leta 1976 so obnovili tudi zunanjščino cerkve, na kateri pa so med obnovo na južni steni odkrili tudi del gotskega okenca in dvoje srednjeveških fresk, Kristusovo križanje in sv. Krištofa. Ob prezbiteriju stoji zvonik z letnico 1797, prekrit s skrilom, saj je v požaru leta 1863 pogorela lesena streha. Cerkev obdaja tudi kamnito obzidje s portalom, ki nosi letnico 1728.

## Freske v prezbiteriju
Zvezdasti obok prezbiterija nosijo štiri geometrične konzole in v zaključku dve figuralni. Na stičiščih reber so ščitki, na sredini pa dva okrogla sklepnika. Prezbiterij je poslikan v celoti, po stenah, oboku in oltarni strani slavoločne stene, in sledi ikonografskemu tipu t.i. kranjskega prezbiterija. Na sredini oboka je postavljen Kristus v mandorli, ki je obdan z žarkovjem in blagoslavlja. Okoli njega so v štiri rombična polja postavljeni štirje cerkveni očetje, dva sta skoraj uničena, v preostalih štirih poljih pa so angeli z orodji Kristusovega trpljenja, nad slavoločno steno pa Jagnje božje z nadangeloma Mihaelom in Gabrielom. V ostalih poljih so angeli z glasbili ali v molitvi, dva preroka in doprsne podobe moških svetnikov. Ikonografska zanimivost na oboku je, da ni simbolov evangelistov, njihovo vlogo so v tem primeru prevzeli cerkveni očetje. V glavnem pasu severne in južne stene so v škatlastih nišah naslikani stoječi apostoli, na vsaki strani po šest. Poleg njih so v kornem sklepu ob oknih upodobljene tudi tri ženske svetnice. V podločjih šilastih gotskih oken so prikazani prizori sv. Jurija v boju z zmajem, Marijo zavetnico s plaščem z Jezusom in Bogom Očetom, Marijino smrt in Kristusovo rojstvo. Na slavoloku zgoraj je šest stoječih svetnikov, spodaj pa je po vseh stenah naslikan zastor. Zanimiv je žanrski prizor Jožefa, ki v prizoru Kristusovega rojstva dremlje ob zibki,  prav tako pa je ikonografsko zanimiv tip Marije zavetnice, ki je upodobljena kot priprošnjica. Gre za kužno sliko, ki pa ikonografsko še ni dokončno razvita. Freske so izdelane mehkeje in spretneje in so slogovno naprednejše od fresk Pisanega mojstra, kateremu delo so prej pripisovali. Očitnejši je ostanek severnjaškega mehkega sloga, ki se še posebej kaže pri gubanju oblačil apostolov. Slikar kaže tudi večjo natančnost pri izdelavi dekorativnih detajlov, kamor sodijo tudi naslikana okna z lepimi gotskimi krogovičji za apostoli.